# Circaetus pectoralis
L'aquila serpentaria pettonero (Circaetus pectoralis, A. Smith 1829) è un uccello rapace della sottofamiglia Circaetinae.

## Aspetti morfologici
L'aquila serpentaria pettonero è lunga 65 cm e il peso varia da 1 kg a 2,5 kg. Ha un capo piuttosto grande, occhi gialli di grandi dimensioni e becco scuro e adunco. Il piumaggio è bruno scuro sul dorso e sulla testa, bianco sul petto e sotto le ali; porta anche un collare nero tra petto e collo, da cui il termine pettonero. Il sottocoda è bianco con due bande brune orizzontali. Le zampe sono robuste, prive di piume e rivestite di squame per proteggerle dai morsi delle prede; i piedi sono piccoli, adatti alla cattura dei rettili. I due sessi sono simili, ma la femmina è leggermente più grande del maschio.

## Distribuzione e habitat
Questo uccello possiede un areale ampio: lo si incontra dall'Africa orientale (Sudan e Etiopia fino al Sudafrica). Vive in zone aperte come ambienti desertici e semidesertici, nelle steppe, nella savana, ai margini di piccoli boschi e sui pendii collinari.

## Biologia
L'aquila serpentaria pettonero è un rapace diurno e stanziale, specializzato nella caccia ai rettili. Risale spesso le colline, volando basso e talvolta librandosi, alla ricerca delle sue prede. È prevalentemente solitario, ma si muove anche in coppia.

Il verso è una sillaba (kuo) acuta, ripetuta tre volte e allungata la quarta.

Si nutre soprattutto di serpenti, ma non di quelli velenosi; cattura anche altri uccelli, pipistrelli, lucertole, rane e persino pesci.

La femmina depone un solo uovo di cui si prende cura insieme al maschio. Il periodo di incubazione è di 48 giorni. Dopo la schiusa, il pulcino impiega tre mesi per impiumare, ma non abbandona subito il nido e può rimanere con i genitori anche sei mesi.